# Novo Naselje-Stupari
Novo Naselje-Stupari – wieś w Bośni i Hercegowinie, w Federacji Bośni i Hercegowiny, w kantonie tuzlańskim, w gminie Kladanj. W 2013 roku liczyła 274 mieszkańców, z czego większość stanowili Boszniacy.